# Vulamehlo

Gemeindegebiet bis 2016

Vulamehlo (englisch Vulamehlo Local Municipality) war eine Gemeinde im südafrikanischen Distrikt Ugu, Provinz KwaZulu-Natal. Der Verwaltungssitz der Gemeinde war Scottburgh. W. T. Dube war der letzte Bürgermeister. Der ANC stellte zuletzt die Mehrheit im Gemeinderat.
Der Name der Gemeinde kommt vom isiZulu-Begriff für ‚öffne deine Augen‘. 2011 hatte die Gemeinde 77.403 Einwohner, von denen fast 99 Prozent Schwarze waren. Sie deckte ein Gebiet von 960 Quadratkilometern ab.
2016 wurde die Gemeinde auf die Metropolgemeinde  eThekwini und die Lokalgemeinde uMdoni aufgeteilt.

## Geografie
Vulamehlo lag südlich von eThekwini. Im Osten grenzte die Gemeinde an uMdoni, im Norden an Mkhambathini und Richmond und im Westen an Ubuhlebezwe.
Die wichtigsten Orte in der Gemeinde waren Jolivet, Dududu, Kenterton, Mkhunya, Braemar und Mfume.

## Wirtschaft
Die Gemeinde lag in einem ländlichen Gebiet. Große Teile des Grund und Bodens unterstanden der Aufsicht traditioneller Herrscher. Die ländlichen Strukturen in der Gemeinde mit niedriger Besiedlungsdichte und verstreuten Ansiedlungen hatten hohe Kosten zur Verbesserung der Infrastruktur zur Folge. Weitere Probleme in der Gemeinde waren hohe Arbeitslosigkeit, Armut und negatives wirtschaftliches Wachstum.

### Landwirtschaft
In Vulamehlo gab es Farmen, auf denen in kleinem Umfang Zuckerrohr und Nutzholz angebaut werden. Die Strategien der Gemeinde zur Verbesserung der wirtschaftlichen Situation zielten darauf ab, mehr unterschiedliche Produkte anzubauen. Außerdem sollten aufwändige Bewässerungssysteme gebaut und neue Farmer unterstützt werden.

### Tourismus
Ein Großteil der touristischen Aktivitäten in der Region fand außerhalb der Gemeinde statt, da Vulamehlo nicht an der Küste lag. Um trotzdem vom Tourismus profitieren zu können, gab es Projekte zur Einrichtung von Märkten für lokale Kunst- und Handwerkserzeugnisse. Ein weiteres Ziel waren Touren, die kulturell Interessierten die herkömmliche ländliche Lebensweise näherbringen sollten.

## Sehenswürdigkeiten
- Das Vernon Crookes Nature Reserve ist ein kleiner Naturpark im damaligen Vulamehlo. In der bewaldeten und hügeligen Landschaft leben über 50 verschiedene Arten von Säugetieren.[6]
- Der Execution Rock (‚Hinrichtungsfelsen‘) ist ein Plateau, das eine gute Sicht über das Umkomaas-Tal bietet. Lokalen Legenden zufolge sind hier Zulu-Krieger zur Strafe für Vergehen in die Tiefe gestoßen worden.[5]